# Sto povídek aneb nesplněný plán
Sto povídek aneb nesplněný plán (1966) je sbírka povídek Jiřího Suchého. Obsahuje 17 povídek a povídkový doslov. Kniha je ilustrovaná autorem.

## Povídky
- Příběh s revizorem
- Na naší zahrádce stával trpaslík
- Z deníku praktické dívky Zuzany
- Proč mají v zoologické zahradě klokana
- Červ a mravenec
- Bohuželva
- Velikonoce Kamila Morávka
- Atrakce
- Svatební dary
- Cecila
- Ideální člověk
- Houslové dítě
- Názor
- Nejsmutnější vánoce
- Pozor na úl!
- Nepokradeš
- Střela
- Doslov

Povídky Červ a mravenec, Bohuželva a Cecila jsou uvedeny verši Christiana Morgensterna v překladu Emanuela Frynty.

## Nakladatelské údaje
- Jiří Suchý: Sto povídek aneb nesplněný plán. Československý spisovatel, Praha, 1966. Náklad: 30 000 výtisků.
- Jiří Suchý: Sto povídek aneb Nesplněný plán. Nakladatelství Svoboda - Libertas, Praha, 1993. 2. vydání.